# Fed Cup 2013 Spareggi Gruppo Mondiale
Gli spareggi per il Gruppo Mondiale 2013 sono i principali spareggi della Fed Cup 2013, e collegano il Gruppo Mondiale al Gruppo Mondiale II. Ad essi partecipano le 4 squadre sconfitte nel primo turno del Gruppo Mondiale e le 4 squadre vincitrici del Gruppo Mondiale II, incrociandosi in scontri ad eliminazione diretta. Le 4 squadre vincenti gli spareggi avranno il diritto a partecipare al Gruppo Mondiale del 2014 e lottare quindi per la conquista della Fed Cup 2014, mentre le perdenti retrocedono al Gruppo Mondiale II.

## Accoppiamenti
Le partite si sono disputate il 20 e 21 aprile 2013.
- Germania vs  Serbia
- Svizzera vs  Australia
- Spagna vs  Giappone
- Stati Uniti vs  Svezia

### Germania vs. Serbia
| Germania 3 | Porsche-Arena, Stoccarda, Germania 20-21 aprile 2013 Terra rossa (indoor) | Porsche-Arena, Stoccarda, Germania 20-21 aprile 2013 Terra rossa (indoor) | Serbia 2 |     |     |  |
| \| \| \| \| 1 \| 2 \| 3 \| \| \| - \| \| --------------------------------------------------------------------- \| ---- \| --- \| --- \| \| \| 1 \| \| Mona Barthel Ana Ivanović \| 65 7 \| 6 2 \| 2 6 \| \| \| 2 \| \| Angelique Kerber Bojana Jovanovski \| 7 5 \| 6 2 \| \| \| \| 3 \| \| Angelique Kerber Ana Ivanović \| 5 7 \| 5 7 \| \| \| \| 4 \| \| Mona Barthel Bojana Jovanovski \| 6 1 \| 3 6 \| 6 3 \| \| \| 5 \| \| Anna-Lena Grönefeld / Sabine Lisicki Vesna Dolonc / Aleksandra Krunić \| 6 2 \| 6 4 \| \| \| |                                                                           |                                                                           |          |     |     |  |
| |                                                                           |                                                                           | 1        | 2   | 3   |  |
| 1 | Germania (bandiera) · Serbia (bandiera)                                   | Mona Barthel Ana Ivanović                                                 | 65 7     | 6 2 | 2 6 |  |
| 2 | Germania (bandiera) · Serbia (bandiera)                                   | Angelique Kerber Bojana Jovanovski                                        | 7 5      | 6 2 |     |  |
| 3 | Germania (bandiera) · Serbia (bandiera)                                   | Angelique Kerber Ana Ivanović                                             | 5 7      | 5 7 |     |  |
| 4 | Germania (bandiera) · Serbia (bandiera)                                   | Mona Barthel Bojana Jovanovski                                            | 6 1      | 3 6 | 6 3 |  |
| 5 | Germania (bandiera) · Serbia (bandiera)                                   | Anna-Lena Grönefeld / Sabine Lisicki Vesna Dolonc / Aleksandra Krunić     | 6 2      | 6 4 |     |  |

### Svizzera vs. Australia
| Svizzera 1 | Tennis Club Chiasso, Chiasso, Svizzera 20-21 aprile 2013 Terra rossa (outdoor) | Tennis Club Chiasso, Chiasso, Svizzera 20-21 aprile 2013 Terra rossa (outdoor) | Australia 3 |     |   |             |
| \| \| \| \| 1 \| 2 \| 3 \| \| \| - \| \| ------------------------------------------------------------------ \| --- \| --- \| - \| ----------- \| \| 1 \| \| Stefanie Vögele Samantha Stosur \| 0 6 \| 4 6 \| \| \| \| 2 \| \| Romina Oprandi Jarmila Gajdošová \| 6 2 \| 6 3 \| \| \| \| 3 \| \| Romina Oprandi Samantha Stosur \| 5 7 \| 3 6 \| \| \| \| 4 \| \| Stefanie Vögele Ashleigh Barty \| 3 6 \| 4 6 \| \| \| \| 5 \| \| Timea Bacsinszky / Amra Sadiković Ashleigh Barty / Casey Dellacqua \| \| \| \| non giocato \| |                                                                                |                                                                                |             |     |   |             |
| |                                                                                |                                                                                | 1           | 2   | 3 |             |
| 1 | Svizzera (bandiera) · Australia (bandiera)                                     | Stefanie Vögele Samantha Stosur                                                | 0 6         | 4 6 |   |             |
| 2 | Svizzera (bandiera) · Australia (bandiera)                                     | Romina Oprandi Jarmila Gajdošová                                               | 6 2         | 6 3 |   |             |
| 3 | Svizzera (bandiera) · Australia (bandiera)                                     | Romina Oprandi Samantha Stosur                                                 | 5 7         | 3 6 |   |             |
| 4 | Svizzera (bandiera) · Australia (bandiera)                                     | Stefanie Vögele Ashleigh Barty                                                 | 3 6         | 4 6 |   |             |
| 5 | Svizzera (bandiera) · Australia (bandiera)                                     | Timea Bacsinszky / Amra Sadiković Ashleigh Barty / Casey Dellacqua             |             |     |   | non giocato |

### Spagna vs. Giappone
| Spagna 4 | Real Club de Polo, Barcellona, Spagna 20-21 aprile 2013 Terra rossa (outdoor) | Real Club de Polo, Barcellona, Spagna 20-21 aprile 2013 Terra rossa (outdoor) | Giappone 0 |     |   |             |
| \| \| \| \| 1 \| 2 \| 3 \| \| \| - \| \| -------------------------------------------------------------------------- \| --- \| --- \| - \| ----------- \| \| 1 \| \| Carla Suárez Navarro Misaki Doi \| 6 3 \| 6 4 \| \| \| \| 2 \| \| Sílvia Soler Espinosa Ayumi Morita \| 6 2 \| 6 3 \| \| \| \| 3 \| \| Carla Suárez Navarro Ayumi Morita \| 6 3 \| 7 5 \| \| \| \| 4 \| \| Sílvia Soler Espinosa Misaki Doi \| \| \| \| non giocato \| \| 5 \| \| Lourdes Domínguez Lino / Anabel Medina Garrigues Shūko Aoyama / Misaki Doi \| 6 4 \| 7 5 \| \| \| |                                                                               |                                                                               |            |     |   |             |
| |                                                                               |                                                                               | 1          | 2   | 3 |             |
| 1 | Spagna (bandiera) · Giappone (bandiera)                                       | Carla Suárez Navarro Misaki Doi                                               | 6 3        | 6 4 |   |             |
| 2 | Spagna (bandiera) · Giappone (bandiera)                                       | Sílvia Soler Espinosa Ayumi Morita                                            | 6 2        | 6 3 |   |             |
| 3 | Spagna (bandiera) · Giappone (bandiera)                                       | Carla Suárez Navarro Ayumi Morita                                             | 6 3        | 7 5 |   |             |
| 4 | Spagna (bandiera) · Giappone (bandiera)                                       | Sílvia Soler Espinosa Misaki Doi                                              |            |     |   | non giocato |
| 5 | Spagna (bandiera) · Giappone (bandiera)                                       | Lourdes Domínguez Lino / Anabel Medina Garrigues Shūko Aoyama / Misaki Doi    | 6 4        | 7 5 |   |             |

### Stati Uniti vs. Svezia
| Stati Uniti 3 | Delray Beach Tennis Center, Delray Beach, Stati Uniti d'America 20-21 aprile 2013 Cemento (outdoor) | Delray Beach Tennis Center, Delray Beach, Stati Uniti d'America 20-21 aprile 2013 Cemento (outdoor) | Svezia 2 |     |     |     |
| \| \| \| \| 1 \| 2 \| 3 \| \| \| - \| \| -------------------------------------------------------------- \| --- \| --- \| --- \| --- \| \| 1 \| \| Sloane Stephens Sofia Arvidsson \| 4 6 \| 6 4 \| 1 6 \| \| \| 2 \| \| Serena Williams Johanna Larsson \| 6 2 \| 6 2 \| \| \| \| 3 \| \| Serena Williams Sofia Arvidsson \| 6 2 \| 6 1 \| \| \| \| 4 \| \| Venus Williams Johanna Larsson \| 6 3 \| 7 5 \| \| \| \| 5 \| \| Varvara Lepchenko / Venus Williams Hilda Melander / Sadra Roma \| \| \| \| w/o \| | | |          |     |     |     |
| | | | 1        | 2   | 3   |     |
| 1 | Stati Uniti (bandiera) · Svezia (bandiera)                                                          | Sloane Stephens Sofia Arvidsson                                                                     | 4 6      | 6 4 | 1 6 |     |
| 2 | Stati Uniti (bandiera) · Svezia (bandiera)                                                          | Serena Williams Johanna Larsson                                                                     | 6 2      | 6 2 |     |     |
| 3 | Stati Uniti (bandiera) · Svezia (bandiera)                                                          | Serena Williams Sofia Arvidsson                                                                     | 6 2      | 6 1 |     |     |
| 4 | Stati Uniti (bandiera) · Svezia (bandiera)                                                          | Venus Williams Johanna Larsson                                                                      | 6 3      | 7 5 |     |     |
| 5 | Stati Uniti (bandiera) · Svezia (bandiera)                                                          | Varvara Lepchenko / Venus Williams Hilda Melander / Sadra Roma                                      |          |     |     | w/o |

## Verdetti
Promosse al Gruppo Mondiale 2014:
- Australia

- Germania

- Spagna

- Stati Uniti

Retrocesse al Gruppo Mondiale II 2014:
- Giappone

- Serbia

- Svezia

- Svizzera